# Karol Cho Shin-ch’ŏl
Karol Cho Shin-ch’ŏl (ko. 조신철 가롤로) (ur. 1795 w Hoeyang, zm. 26 września 1839 w Seulu) – koreański męczennik, święty Kościoła katolickiego.

## Życiorys
Karol Cho Shin-ch’ŏl urodził się w rodzinie niechrześcijańskiej. W wieku 5 lat stracił matkę, a jego ojciec roztrwonił majątek. Przez lata żył w biedzie. Gdy miał 23 lata zaoferowano mu pracę służącego posła do Pekinu. Pieniędzmi, które zarabiał, wspomagał ojca i braci. W tym czasie zwrócili na niego uwagę Augustyn Yu Chin-gil i Paweł Chŏng Ha-sang i próbowali nawrócić go na wiarę katolicką. Początkowo wahał się, później jednak stał się gorliwym chrześcijaninem. Podczas pobytu w Pekinie odwiedzał w ich towarzystwie biskupa i innych misjonarzy. Został ochrzczony w Pekinie. Po powrocie do Korei rozpoczął pracę na rzecz Kościoła. Był pokorny, uprzejmy i miłosierny. Swoją postawą dawał dobry przykład i nawrócił kilka osób. Najtrudniej przyszło mu nawrócenie własnej żony. Karol Cho Shin-ch’ŏl nie zaprzestawał w wysiłkach, tak że w końcu i ona została chrześcijanką. Po jej śmierci poślubił inną katoliczkę i kontynuował pracę podróżując do Pekinu i z powrotem.
Po przybyciu do Korei misjonarzy pomagał im, zwłaszcza ojcu Maubant. Towarzyszył w jego podróżach, służąc jako pomocnik a czasami jako tłumacz. Wiosną 1839 r. podczas drogi powrotnej z Pekinu miał sen, w którym zobaczył Jezusa pomiędzy św. Piotrem i Pawłem. Jezus obiecał mu koronę męczeństwa. Po pewnym czasie, podczas jego nieobecności w domu, zaaresztowano jego rodzinę razem z osobami tam mieszkającymi (w tym dzieci). Po powrocie Karola Cho Shin-ch’ŏl aresztowano również jego. W jego domu policja znalazła wiele katolickich książek, różańce i medaliki, które przywiózł z Pekinu. Poddano go torturom, szczególnie nasilonym po aresztowaniu biskupa Imberta. Władze chciały uzyskać informacje o pozostałej dwójce misjonarzy (księża Maubant i Chastan), ale Karol Cho Shin-ch’ŏl zachował milczenie. Został ścięty 26 września 1839 roku w Seulu w miejscu straceń za Małą Zachodnią Bramą razem z 8 innymi katolikami (Magdaleną Hŏ Kye-im, Sebastianem Nam I-gwan, Julią Kim, Agatą Chŏn Kyŏng-hyŏb, Ignacym Kim Che-jun, Magdaleną Pak Pong-son, Perpetuą Hong Kŭm-ju i Kolumbą Kim Hyo-im).

## Dzień obchodów
20 września (w grupie 103 męczenników koreańskich).

## Proces beatyfikacyjny i kanonizacyjny
Beatyfikowany 5 lipca 1925 roku przez Piusa XI, Kanonizowany 6 maja 1984 roku w Seulu przez Jana Pawła II w grupie 103 męczenników koreańskich.